# 芭芭拉·班达
芭芭拉·班达（英語：Barbra Banda，2000年3月20日—），為赞比亚女子職業足球运动员，司职前鋒，曾获得2020年女超联赛射手王，现效力于國家女子足球聯賽（NWSL）球队奧蘭多榮耀。

## 球會生涯
2020年1月，班达在西班牙女子足球甲级联赛的洛格罗尼奥度过两个赛季后，转会至上海农商银行。
2024年3月，班達與美國國家女子足球聯賽球隊奧蘭多榮耀簽約至2027年賽季，並以74萬美元從上海农商银行轉會至奧蘭多榮耀。

## 国家队生涯
班达曾代表赞比亚U-17出战2014年国际足联U-17女子世界杯，而她的第一次国家队出场则在2018年。

### 国际比赛进球
| # | 日期          | 球场                           | 对手     | 比分 | 结果 | 赛事名稱                   |
| - | ------------- | ------------------------------ | -------- | ---- | ---- | -------------------------- |
| 1 | 2018年4月4日  | 坦桑尼亚达累斯萨拉姆国家体育场 | 坦桑尼亚 | 1–2  | 3–3  | 2018年非洲女子国家杯预选赛 |
| 2 | 2018年4月4日  | 坦桑尼亚达累斯萨拉姆国家体育场 | 坦桑尼亚 | 3–3  | 3–3  | 2018年非洲女子国家杯预选赛 |
| 3 | 2018年6月10日 | 辛巴威哈拉雷鲁法罗体育场       | 辛巴威   | 2–1  | 2–1  | 2018年非洲女子国家杯预选赛 |